# Tipulodes
Tipulodes es un género de polillas en la subfamilia Arctiinae, el cual actualmente contiene 3 especies. El género fue descrito por Boisduval en 1832.
El género es descrito como "arctiinos pequeños con alas relativamente estrechas. Color de fondo café oscuro con patrones de alas característicos. Primer par de alas con una banda alargada de color rojo-oxidado, de la base casi al ápice, segundo par de alas con una raya de color rojo-oxidado a lo largo del borde costal; la parte inferior de las alas coloreada de forma similar. Machos con coremata formando tubos membranosos, mucho más largos que el abdomen cuando son evertidos, cubiertos con pelos en toda su extensión".

## Especies
- Tipulodes ima Boisduval, 1832
- Tipulodes rubriceps Dognin, 1912
- Tipulodes annae Przybyłowicz, 2003